# The Epic in Miami
The Epic in Miami è una gara di play-off della National Football League nel divisional round del tabellone della AFC tra San Diego Chargers e Miami Dolphins che si tenne il 2 gennaio 1982 all'Orange Bowl di Miami. La gara, vinta dai Chargers ai tempi supplementati per 41–38, è una delle più celebri della storia della National Football League a causa delle condizioni del campo, delle prestazioni dei giocatori di entrambe le squadre e dei numerosi record che furono stabiliti.

## La partita

### Primo quarto
San Diego iniziò la partita con una lunga azione che comprese un passaggio da 47 yard da Dan Fouts a Wes Chandler su una situazione di terzo down e 14, col kicker Rolf Benirschke che aprì le marcature segnando un field goal dalla distanza di 32 yard. La difesa dei Chargers poi forzò  Miami a calciare un punt nel possesso successivo, con Chandler che ritornò il pallone per 56 yard in touchdown, portando la sua squadra in vantaggio 10-0. Nel successivo kickoff, i Chargers riconquistarono a sorpresa il pallone quando il breve calcio rimbalzò all'indietro e fu recuperato da San Diego. Alcune giocate dopo, Chuck Muncie segnò un touchdown dopo una corsa da 1 yard. Nell'azione successiva dei Dolphins, David Woodley subì un intercetto dalla safety dei Chargers Glen Edwards, il quale ritornò il pallone per 35 yard, aprendo la strada per passaggio da 8 in touchdown da Fouts a James Brooks. Alla fine del primo quarto, San Diego si trovò in vantaggio per 24-0, dando l'impressione che il risultato finale della gara fosse già scritto.

### Secondo quarto
I Dolphins però non si persero d'animo. Dopo che nel primo drive del secondo quarto Miami vi furono un passaggio completo, due sack subiti e un fumble (che Miami riuscì a recuperare), l'allenatore Don Shula sostituì Woodley con Don Strock per vedere se riuscisse a portare una nuova spinta all'asfittico attacco della squadra,, cosa che in effetti fece, completando un passaggio da 17 yard per Duriel Harris alla sua prima giocata e poi guidando la squadra a segnare i primi punti della partita, tramite un field goal da 34 yard di Uwe von Schamann. Questo diede una spinta anche alla difesa dei Dolphins, che forzò e recuperò un fumble da Fouts nell'azione successiva, riconsegnando il pallone al proprio attacco in una zona di campo molto positiva, sulla linea delle 39 yard di San Diego. Alcuni giocate dopo, Strock trasformò quel pallone recuperato in nuovi punti, grazie a un passaggio da touchdown da 1 yard per il tight end Joe Rose, portando il divario sul 24-10. Più avanti nel corso del quarto, San Diego affrontò una situazione di quarto down sulla linea delle 37 yard dei Dolphins. I Chargers decisero di far calciare a Benirschke un field goal dalla distanza di 55 yard, ma questo venne fallito, consegnando il pallone ai Dolphins vicino a metà campo. Tre giocate dopo, i Dolphins spostarono il pallone sulla linea delle 40 yard di San Diego con soli 6 secondi al termine del primo tempo. Con una giocata conosciuta come "hook and lateral", Strock prese il pallone e lo lanciò in direzione di Duriel Harris sulla linea delle 20 yard. Harris lo ricevette e immediatamente compì un passaggio laterale verso Tony Nathan, che lo portà dalla linea delle 25 yard fino in touchdown, portando il punteggio sul 24-17 a metà gara.

### Terzo e quarto quarto
Il momento positivo dei Dolphins continuò anche nel quarto successivo. All'inizio del terzo periodo, Strock guidò un drive da 74 yard che terminò con un passaggio da touchdown da 15 yard per Rose, pareggiando la gara sul 24 pari. San Diego però da quel momento tornò in partita. Fouts fece guadagnare ai Chargers 60 yard in sei giocate, passando un touchdown da 25 yard a Kellen Winslow che li riportò in partita. Miami rispose a sua volta con Strock che completò sei passaggi consecutivi, l'ultimo dei quali da 50 yard in touchdown per il tight end Bruce Hardy, portando la gara sul 31-31.
Con meno di un minuto alla fine del penultimo quarto, il ricevitore di San Diego Charlie Joiner scivolò, portando il passaggio di Fouts a finire tra le mani di Lyle Blackwood di Miami. Dopo aver intercettato il passaggio, Blackwood lo passò in fretta lateralmente a Gerald Small, il quale lo ritornò fino alla linea delle 15 yard di San Diego, aprendo la strada a un touchdown su corsa da 12 yard di Nathan nella prima giocata del quarto periodo, portando per la prima volta i Dolphins in vantaggio. Successivamente, con Miami che cercava semplicemente di mantenere il vantaggio e far scorrere i minuti sul cronomentro, la safety dei Chargers Pete Shaw recuperò un fumble di Andra Franklin sulla linea delle 18 yard di San Diego, con quattro minuti e 39 secondi alla fine dei tempi regolamentari. Fouts portò la sua squadra fino alla linea delle 9 yard di Miami. Con 58 secondi rimanenti, la difesa dei Dolphins costrinse Fouts a lanciare un passaggio cieco per Winslow nella end zone. Il passaggio sfilò sopra la testa di Winslow ma giunse esattamente tra le braccia di Brooks che segnò il touchdown del pareggio.
In un'intervista con NFL Network per un programma della serie "America's Game: The Missing Rings", Fouts in seguito spiegò che Brooks non avrebbe dovuto essere il ricevitore della giocata. Brooks avrebbe dovuto rimanere più indietro nel campo per bloccare ma Miami non portò giocatori sul suo lato del campo, così decise di spostarsi nella end zone e di correre semplicemente nella direzione di Fouts, trovandosi nella posizione esatta per ricevere il passaggio destinato a Winslow.
Miami prese il possesso del pallone sulla propria linea delle 40 yard, necessitando solamente di un field goal per vincere. Dopo un passaggio incompleto, il successivo di Strock fu intercettato da Willie Buchanon, ma mentre era in volo per afferrare il pallone, questo gli sfuggì e tornò a Miami. Dopo ciò, una ricezione da 17 yard di Nathan e una corsa da 6 yard di Tommy Vigorito portarono i Dolphins sulla linea delle 26 yard di San Diego, dove Von Schamann tentò un field goal da 43 yard ma all'ultimo secondo, Winslow deviò il calcio con la punta delle dita, facendolo cadere a poca distanza dal palo di sostegno, vanificando il tentativo e spedendo la gara ai tempi supplementari.

### Tempi supplementari
Con i giocatori di entrambe le squadre esausti e disidratati, tutti speravano in una rapida conclusione dei tempi supplementari, ma ciò non si realizzò. San Diego vinse il lancio della moneta, giungendo dentro la linea delle 10 yard dei Dolphins. Benirschke tentò il field goal da 27 yard della vittoria, ma a causa di un brutto snap il suo calcio finì alla sinistra dei pali. Fu poi la volta di Miami di spingersi in profondità nel territorio dei Chargers, calciando un tentativo di field goal da 34 yard con Von Schamann ma il suo calcio fu basso e il defensive lineman Leroy Jones riuscì a balzare in aria e a bloccarlo.
San Diego prese il pallone sulla propria linea delle 16 yard dopo aver bloccato il field goal di Miami. Grazie a un paio di ricezioni di Joiner da 20 e 29 yards, Fouts guidò la sua squadra per 74 yard fino alla linea delle 10 yard di Miami, dove Benirschke tentò un field goal da 29 yard. Questa volta, il field goal andò a segno, consegnando ai Chargers la vittoria per 41-38 dopo 13 minuti e 52 secondi dall'inizio del tempo supplementare.

### Commenti post-partita
L'allenatore dei Chargers Don Coryell disse dopo la partita:

"Ho allenato per 31 o 32 anni e questo è straordinario...Non c'è mai stata una gara come questa. È stata probabilmente la gara più eccitante della storia del football professionistico."
Shula fu dello stesso avviso:
"Una grande gara...Forse la migliore di tutti i tempi."
Il running back dei Chargers Hank Bauer:
"I festeggiamenti nello spogliatoio sono stati tra i più tranquilli che abbia mai visto. È una cosa più del tipo "Grazie a Dio è finita. Grazie a Dio ne siamo usciti vivi."
Il presentatore Bryant Gumbel:
“Se non vi è piaciuta questa partita, allora non vi piace il football.”

## Record e prestazioni individuali
La gara stabilì diversi nuovi record da parte dei giocatori di entrambe le squadre. Tra questi i record dei playoff per il maggior numero di punti complessivi segnati (79), maggior numero di yard totali guadagnate (1.036) e maggior numero di yard passate totali (809).
Strock disputò la miglior gara della sua carriera, completando 29 passaggi su 43 tentativi per 403 yard e 4 touchdown. Harris ricevette 6 passaggi per 106 yard. Nathan corse 48 yard, ricevette 9 passaggi per 114 yard e segnò due touchdown. Hardy ricevette 5 passaggi per 89 yard e un touchdown.
Fouts terminò la gara completando 33 passaggi su 53 stabilendo il record di franchigia con 433 yard e 3 touchdown. I suoi passaggi tentati, completati e le yard passate furono tutti record NFL per i playoff. Joiner ricevette sette passaggi per 108 yard. Muncie corse 124 yard e un touchdown. Oltre al suo punto ritornato per 56 yard in touchdown, Chandler ricevette 6 passaggi per 106 yard. Brooks guadagnò 143 yard totali (19 corse, 31 ricevute, 85 su ritorno di kickoff, 8 su ritorno da punt) con 2 touchdown su ricezione.
La miglior prestazione della gara fu però probabilmente quella di Kellen Winslow. Oltre al field goal bloccato, fece registrare un record NFL con 13 ricezioni per 166 yard e un touchdown, malgrado stesse giocando con numerosi infortuni. Nel corso della partita, fu curato per un nervo schiacciato nella spalla, disidratazione, gravi crampi e uno squarcio nel labbro inferiore che richiese tre punti di sutura. Un'immagine di un esausto Winslow che veniva aiutato ad uscire dal campo sorretto da due compagni di squadra dopo la gara è entrata nell'immaginario collettivo della NFL e da allora è stata riproposta costantemente.
"Non mi sono mai sentito così vicino a morire" affermò in seguito Winslow. "È quello che disse Muhammad Ali a Manila ed è come mi sento ad essere uscito da lì alla fine".

## Eventi successivi

### San Diego Chargers
Una settimana dopo la vittoria sui Dolphins nel caldo soffocante della Florida, i Chargers volarono a Cincinnati per affrontare i Cincinnati Bengals nella finale della AFC in quella che fu la gara più fredda della storia della NFL. La temperatura dell'aria era di -23 °C, mentre quella del vento a -51 °C. Quella fu un'altra gara entrata nella storia della NFL, divenuta nota come Freezer Bowl. Per i Chargers però non andò altrettanto bene, venendo sconfitti 27-7 dai Bengals, concludendo la stagione a un passo dal Super Bowl per il secondo anno consecutivo.
La stagione successiva, accorciata a nove gare per uno sciopero di giocatori, Fouts guidò i Chargers a un record di 6-3 record e di nuovo ai divisional playoff dopo una vittoria nel turno delle wild card per 31-28 sui Pittsburgh Steelers, lanciando 333 yard, 3 touchdown e nessun intercetto. Quella volta però non riuscirono a tornare nella finale della AFC,, venendo sconfitti dai Dolphins 34-13.
Quella sconfitta nei playoff con Miami nel 1982 fu l'ultima apparizione ai playoff della storia per Fouts, Winslow, Joiner e coach Coryell, mentre i Chargers non vi tornarono fino al 1992. Fouts, Winslow e Joiner furono tutti indotti nella Pro Football Hall of Fame, pur non avendo mai disputato un Super Bowl. Altri significativi contributori all'Epic in Miami che raggiunsero il Super Bowl furono Brooks, il quale giunse al Super Bowl XXIII come membro dei Bengals, la guardia Ed White, che coi Minnesota Vikings ne aveva disputati quattro e Gary "Big Hands" Johnson, che vinse con Louie Kelcher e Fred Dean il Super Bowl XIX coi San Francisco 49ers.

### Miami Dolphins
Woodley si riprese dalla cattiva prestazione nell'Epic in Miami e riguadagnò il posto di quarterback titolare dei Dolphins nella stagione successiva. Nella stagione accorciata per sciopero del 1982, David Woodley guidò Miami a un record di 7-2 record e a tre vittorie nei playoff, qualificando la squadra per il Super Bowl XVII. Una di queste vittorie fu quella per 34-13 nel divisional round contro i Chargers, vendicando la sconfitta della passata stagione. Questa volta, Woodley fu un giocatore fondamentale per la sua squadra, completando 17 passaggi su 22 per 195 yard e 2 touchdown, con un intercetto, oltre a 14 yard corse e a un touchdown segnato su corsa. Anche la difesa di Miami dominò Fouts, limitandolo a 15 passaggi completati su 34 tentativi e intercettandolo 5 volte. Miami finì con l'essere sconfitta nel Super Bowl XVII dai Washington Redskins, 27-17. Con l'eccezione di un passaggio da touchdown da 76 yard per Jimmy Cefalo nel primo quarto, Woodley giocò una prestazione negativa, completando solo 4 passaggi su 14 oer 97 yard con un touchdown e un intercetto.
La stagione successiva, Woodley perse il posto da titolare in favore del rookie Dan Marino. Woodley fu scambiato coi Pittsburgh Steelers nel 1984 e trascorse il resto della carriera come riserva, ritirandosi dopo la stagione 1985. L'incredibile prestazione di Don Strock nell'Epic in Miami rimase il punto più alto della sua carriera. Trascorse i suoi ultimi anni da professionista come riserva, ritirandosi dopo aver giocato nel 1988 coi Cleveland Browns.
Miami tornò al Super Bowl nel 1984 ma perse il Super Bowl XIX contro i San Francisco 49ers 38-16. Nessuno dei giocatori principali dell'Epic in Miami vinse mai un Super Bowl, eccetto per la guardia sinistra Bob Kuechenberg, che era stato membro delle due vittorie consecutive dei Dolphins nel 1972 e 1973. Due partecipanti, coach Don Shula e il centro Dwight Stephenson, furono inseriti nella Hall of Fame.

## Arbitri
- Capo-arbitro: Fred Wyant
- Umpire: Tommy Hensley
- Capo degli arbitri di linea: Dale Williams
- Arbitro di linea: Bill Reynolds
- Arbitro posteriore: Pat Knight
- Arbitro del caso: Bill O'Brien
- Arbitro laterale: Vince Jacob